# Nasale uvulare
La nasale uvulare è una consonante, rappresentata con il simbolo [ɴ] nell'alfabeto fonetico internazionale (IPA).

## Caratteristiche
La consonante nasale uvulare sonora presenta le seguenti caratteristiche:
- il suo modo di articolazione è nasale, perché questo fono è dovuto all'occlusione del canale orale (la bocca) e al conseguente deflusso dell'aria dal naso;
- il suo luogo di articolazione è uvulare, perché nel pronunciare tale suono il dorso della lingua si porta a contatto con l'ugola;
- è una consonante sonora, in quanto questo suono è prodotto con la vibrazione delle corde vocali.

## Occorrenze

### Giapponese
In lingua giapponese:
- 日本 "Giappone" [nʲihoɴ]

### Inuit
In lingua inuit:
- ? "?" [saːɴːi]

### Irlandese
In lingua irlandese:
- salann "sale" [salaːɴ]

### Italiano
Nella lingua italiana tale fono non è presente.